# لقاح الوحيدات
لقاح الوُحَيْدات أو لقاح الوحدات الفرعية (بالإنجليزية: Subunit vaccine)‏؛ هو لقاح يقدم واحدًا أو أكثر من المستضدات لجهاز المناعة دون إدخال جزيئات مسببة للأمراض، كاملة أو غير ذلك. يعني مصطلح «الوحدة الفرعية» ببساطة أن المستضد هو جزء من العامل الممرض، ويمكن أن تكون المستضدات المعنية أي جزيء، مثل البروتينات أو الببتيدات أو السكريات المتعددة. تعد لقاحات الوحيدات، مثلها مثل اللقاحات المعطلة لقاحات «ميتة» بالكامل، وهي بذلك ذات خطورة قليلة.

## أنواعه
- لقاح مقترن
- لقاح الجسيمات الشبيهة بالفيروسات
- لقاح وحدات البروتين الفرعية